# Windautal
Das Windautal, auch die Windau genannt, ist ein südliches Seitental des Tiroler Brixentales in den Kitzbüheler Alpen mit einer Länge von etwa 16 km.
Das Tal erstreckt sich fast vollständig auf das Gemeindegebiet von Westendorf, lediglich der nördlichste Teil liegt in der Gemeinde Hopfgarten im Brixental. Im Süden grenzt das Tal an das Bundesland Salzburg. Im Norden – bei Hopfgarten (623 m) – vereinigen sich das Windau- und Brixental. Die Windau wird von der Windauer Ache durchflossen, welche in die Brixentaler Ache mündet.
Im 16. und 17. Jahrhundert wurde im Tal nach Kupfer, Bleiglanz und Schwefelkies geschürft.
Das Windautal gilt als beliebtes Naherholungsgebiet, welches Skitourengehern, Wanderern, Mountainbikern und Radlern beste Verhältnisse bietet. Der Weg durchs Tal entlang dem Unterlauf der Windauer Ache ist Teil der „Kaiser-Runde“, eines Radfernwegs, der in Kufstein beginnt und endet. Bei Wildwasserpaddlern ist die Windauer Ache (Schwierigkeitsgrad WW II bis WW V) sehr beliebt.
Im Tal liegen die Ortschaften Au, Oberwindau, Rettenbach, Schwaigerberg, Unterwindau und Vorderwindau der Gemeinde Westendorf. Das Tal ist durch eine 8,6 km lange Landesstraße, die Windauer Straße, erschlossen. Der südliche Teil des Tales ist per PKW nur über eine mautpflichtige Straße (teilweise unbefestigt) zu erreichen und kaum besiedelt.
Die Salzburg-Tiroler-Bahn verläuft in Hanglage und durch mehrere Tunnels durch das untere (nördliche) Windautal, wo inmitten der Kehrschleife eine Brücke das Tal überspannt. Diese sogenannte Windauer Schleife, die das Tal zur Höhengewinnung nutzt und landschaftlich äußerst reizvoll angelegt ist, bildet ein beliebtes Fotomotiv für Eisenbahnfotografen. Am nordöstlichen Talrand befindet sich die Haltestelle Windau.
Die Landschaft des Tales ist durch bewaldete Gebirgsformen und zahlreiche Almen bestimmt. Oberhalb der Waldgrenze werden die offenen Hänge als Weidegründe für Schafe, Ziegen, Kühe und Pferde genutzt.
Die Windau ist von zahlreichen Berggipfeln umgeben, die meist über 2000 m reichen. Bedeutende Berge sind etwa der Steinbergstein (2215 m), das Kröndlhorn (2444 m) und das Brechhorn (2032 m).

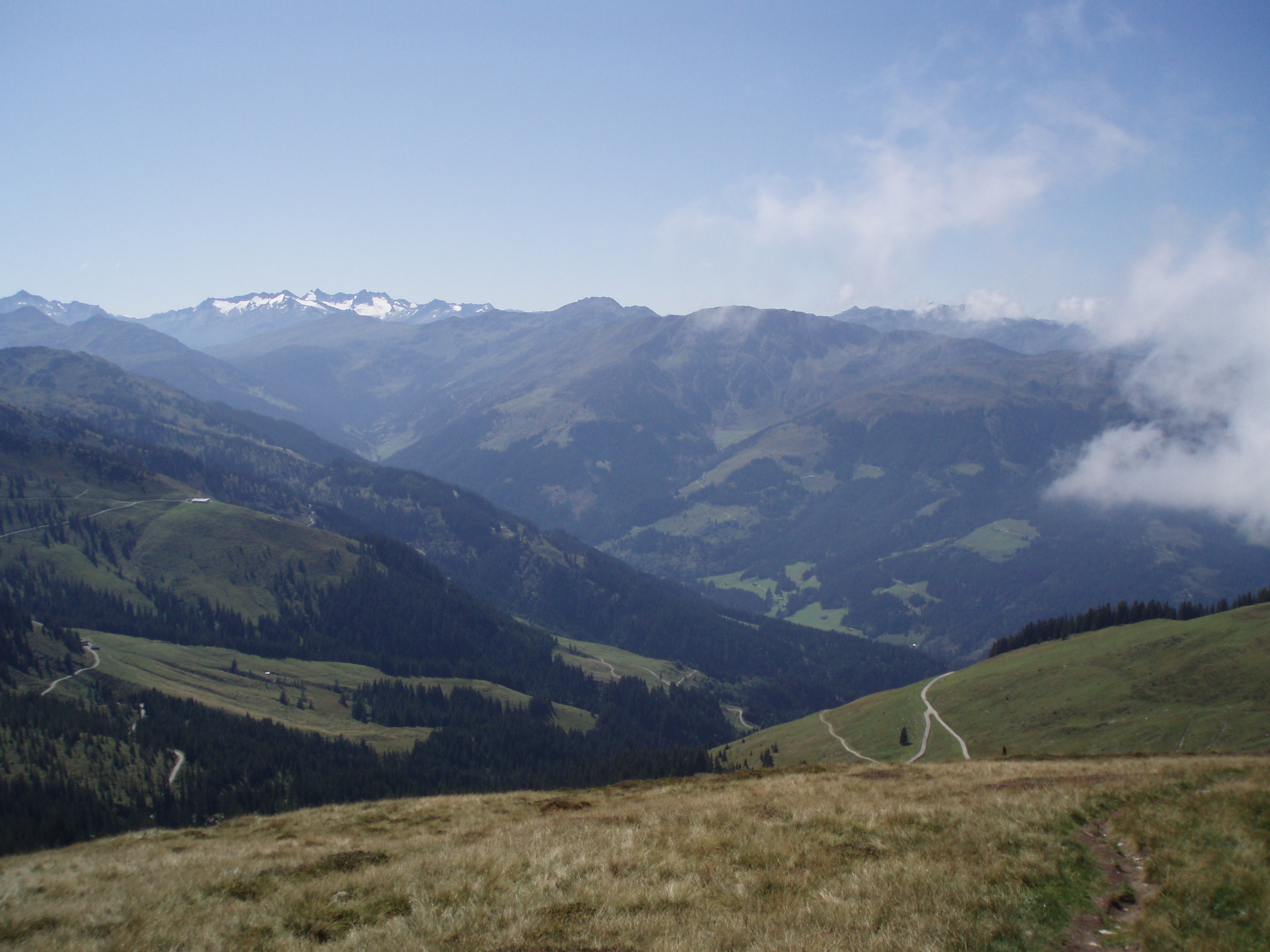
Das Windautal taleinwärts vom Gampenkogel aus gesehen
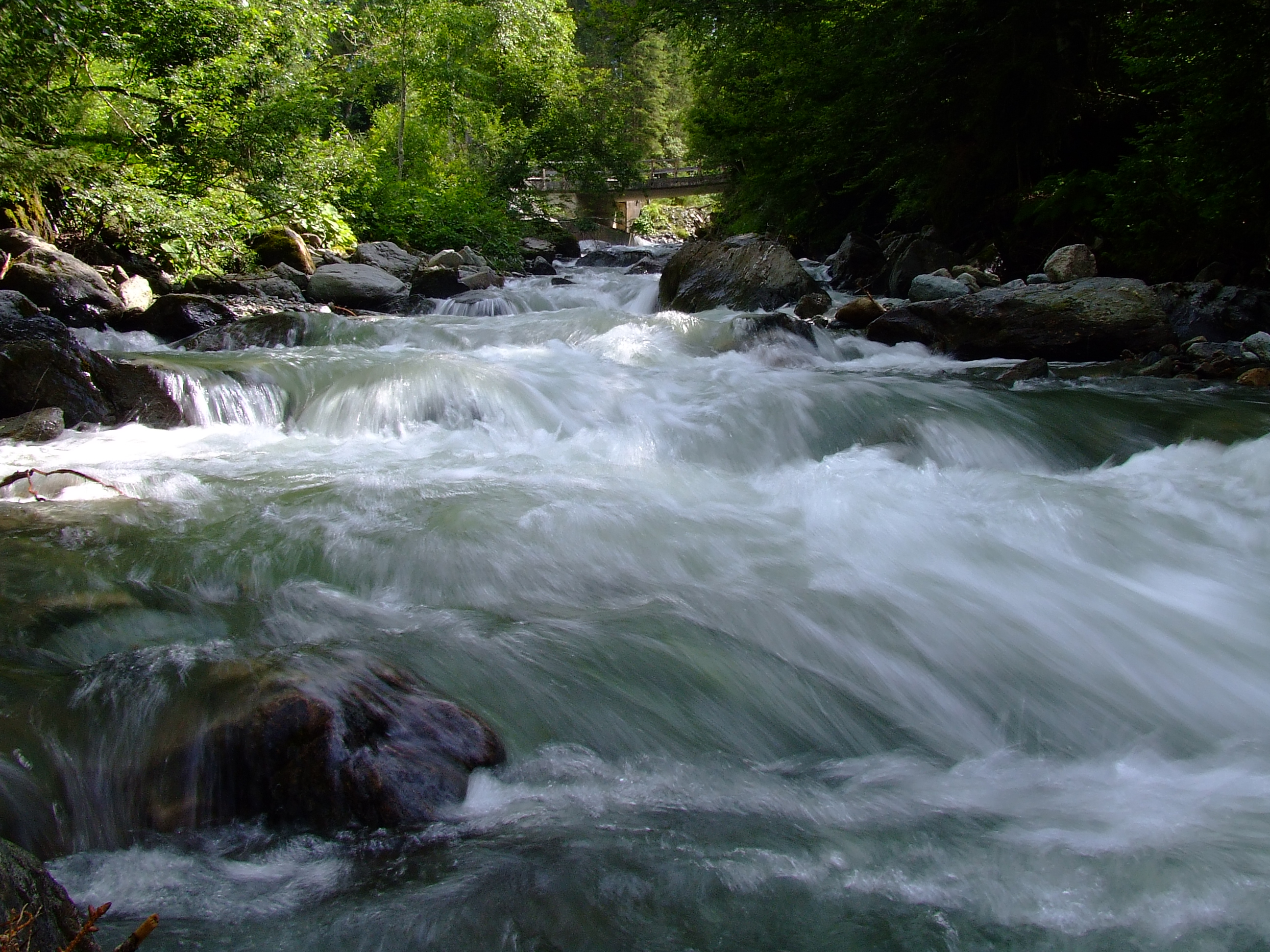
Die Windauer Ache
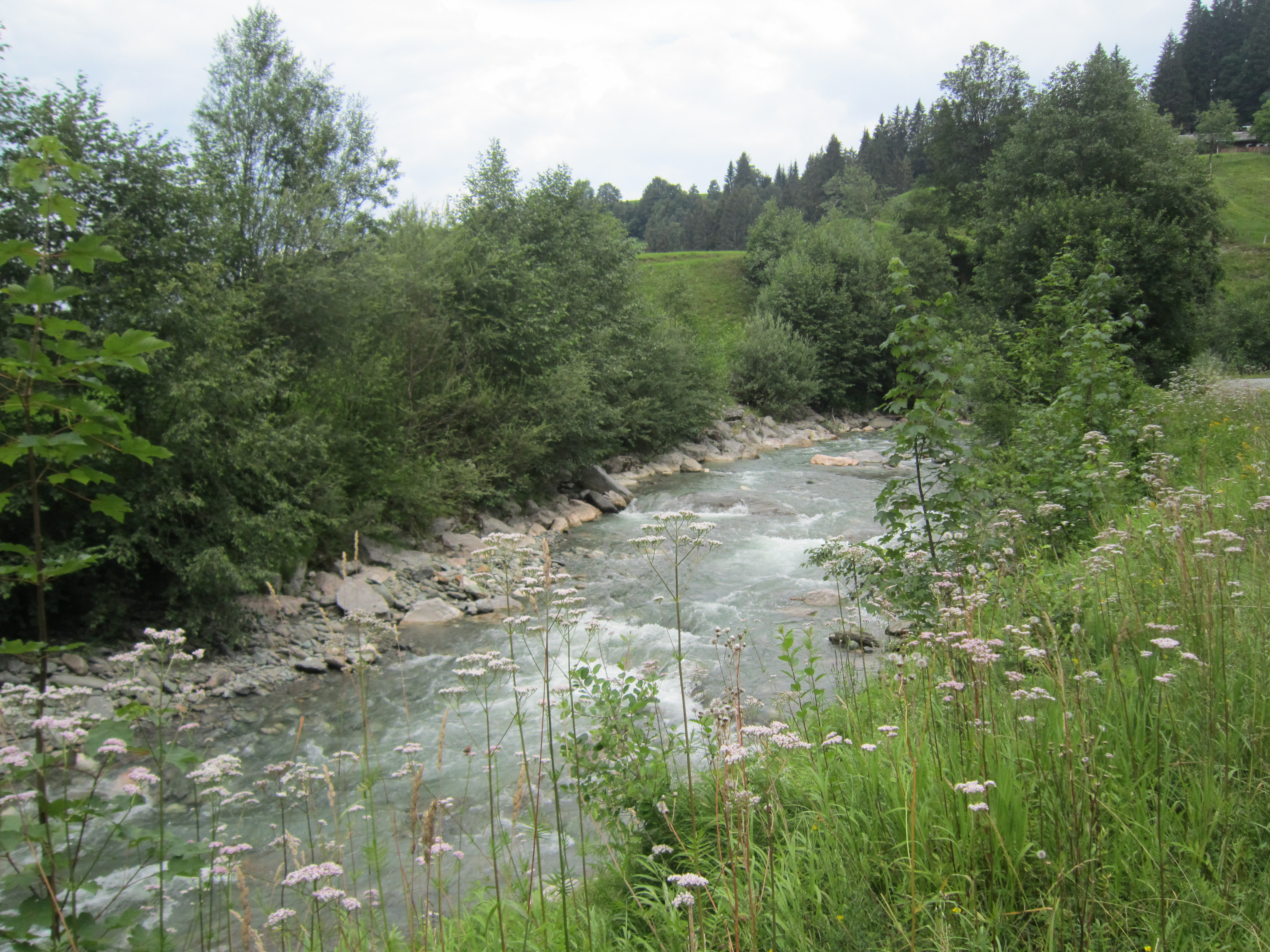
Sommervegetation beiderseits der Ache
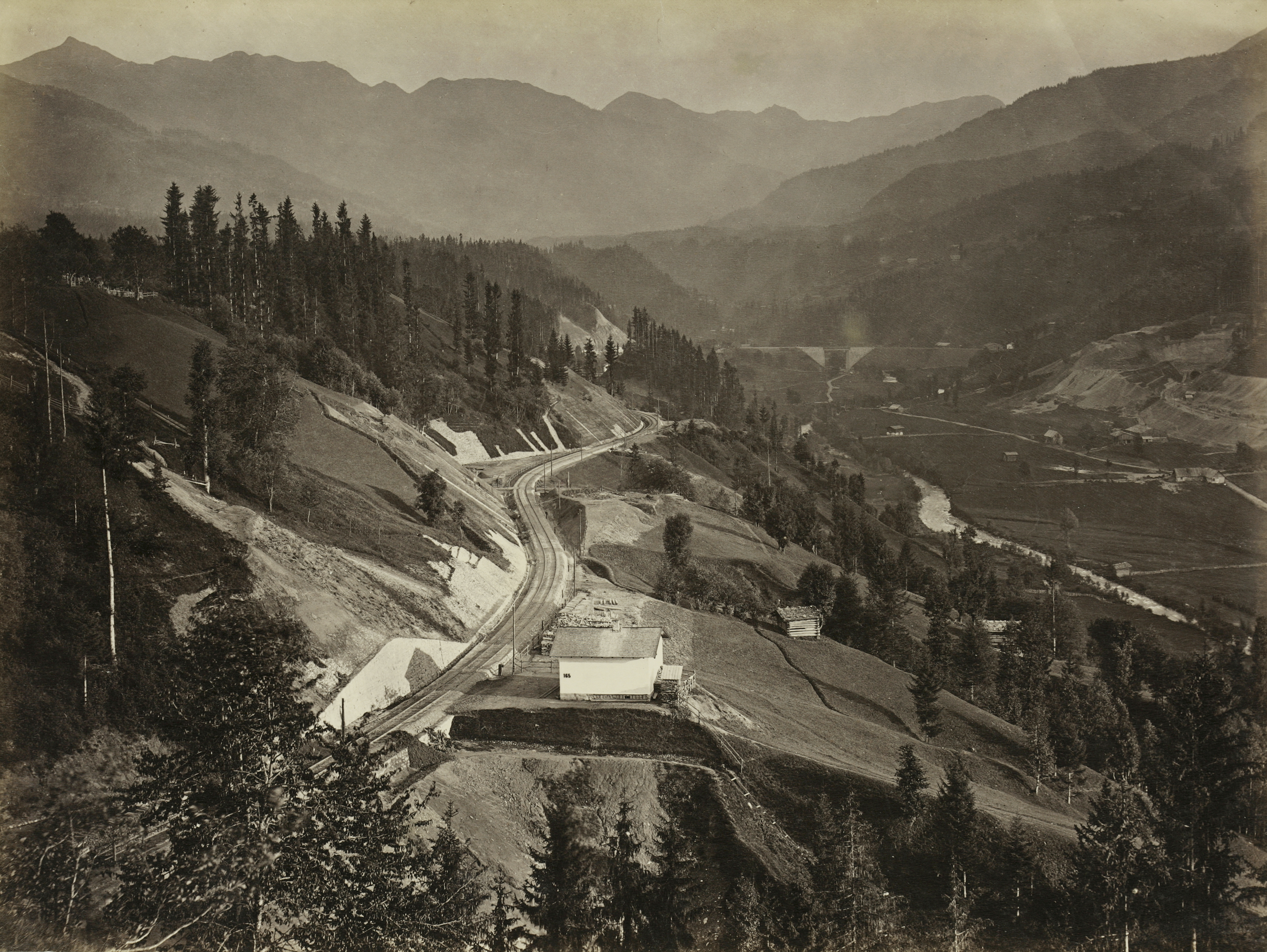
Windautal ca. 1875